# Gajo Filomen Bulat
Gajo Bulat  (Supetar, 4. siječnja 1836. – Beč, 9. lipnja 1900.), bio je hrvatski odvjetnik, općinski načelnik u Splitu, zastupnik u Dalmatinskom saboru i bečkom Carevinskom vijeću. Stric je Gajetana Bulata.
U Supetru mu je otac, Franjo, bio sudac. Gajo Bulat gimnaziju je polazio u Zadru, a sveučilište u Grazu i Padovi. Stekavši doktorat prava, postao je tajnikom trgovačke komore u Zadru, a zatim se posvetio odvjetničkom zvanju i od godine 1865. do 1879. bio najglasovitiji odvjetnik u Splitu.
Premda je bio odgajan u talijanskoj kulturi, zahvaljujući Mihi Klaiću postao je pobornikom hrvatskih nacionalnih ideja, te vođom hrvatske stranke, splitskih narodnjaka, žestok protivnik autonomaške talijanske stranke. Narodna stranka uspjela je pobijediti na izborima načelnika Bajamontija, čija se talijanaška stranka služila svakojakim sredstvima, da održi vlast. 
28. listopada 1882. je ustoličen za gradonačelnika na konstituirajućoj sjednici splitskog Općinskog vijeća Dujam Rendić-Miočević, koji je na tom položaju ostao do 1885., kad ga je naslijedio Gajo Bulat.
Od godine 1885. do 1893. bio je općinski načelnik u Splitu, zastupnik u Dalmatinskom saboru i bečkom Carevinskom vijeću. 
Borio se za uvođenje hrvatskog jezika u škole, za željezničko povezivanje Splita s Hrvatskom i Slavonijom i, kako piše povjesničar dr. Rudolf Horvat, »njegova je zasluga što u Spljetu pohrvatiše: općinsku upravu, škole i društvo, te što je ondje sagrađeno hrvatsko kazalište«. Bulat je pokrenuo list »Narod« i bio je jedan od najpoduzetnijih podupiratelja kulturno-prosvjetnih društava »Slavjanski napredak« i »Zvonimir«. Njegova narodna stranka mnogo je pridonijela buđenju hrvatske narodne svijesti, pobijedivši autonomaše.
Gajo Bulat umro je od kljenuti srca u Beču, 9. lipnja 1900. godine, usred parlamentarnog rada, a pokopan je u Splitu uz velike počasti, kao veliki borac za hrvatske ideje i jedinstvo svih hrvatskih prostora od Jadrana do Drave.
Njegov odvjetnički ured preuzeo je njegov sinovac Gajetan koji je kod njega radio, a dužnost predsjednika Dalmatinskog sabora preuzeo je Vicko Ivčević.
Dana 4. prosinca 1890. godine je Gajo Bulat svečano je otvorio Monumentalnu fontanu, poznatiju u Splitu kao Bajamontijeva fontana.

## Vanjske poveznice
- Slobodna Dalmacija Sjećanje na slavnu pobjedu narodnjaka, 29. listopada 2002.
- Gajo Filomen Bulat  Arhivirana inačica izvorne stranice od 19. listopada 2014. (Wayback Machine), iz lista Dom i sviet, 15. lipnja 1900.